# Estonià
L'estonià (eesti keel) és una de les llengües uralianes. És parlada per 1 milió d'estonians, principalment a Estònia però també a Rússia (descendents dels reassentaments al final del segle xix) i a Suècia, Canadà, els Estats Units d'Amèrica i Austràlia. Hi ha hagut enclavaments estonians a Letònia i a Rússia; l'enclavament Ilzene i el Lutsi a Ludza, Letònia, no s'extingiren fins al segle xx.
Està escrit en grafia llatina i és la primera llengua de la majoria de la població del país; també és una llengua oficial de la Unió Europea.
L'estonià ha estat en contacte amb el finès al nord i al nord-est, amb l'ingrià i el vòtic al nord-est, amb el rus a l'est, amb el letó al sud, amb el livonià al sud-oest i amb el suec a l'oest. Des del segle xiii fins al 1939 va viure a Estònia una població alemanya (16.000 el 1939) i des del mateix temps fins a 1944 també hi va haver una petita població sueca (8.000 el 1939), la qual estava concentrada a la costa nord-occidental i a les illes de Vormsi i Ruhnu. Des de començaments del segle xvii hi ha hagut a la costa occidental del llac Peipsi, a la riva oriental de riu Narva al sud del Ingermanland estonià i a l'oriental, una població russa la qual actualment es xifra en 150.000 persones i uns 450.000 parlants de rus procedents de les ex-Repúbliques soviètiques les quals van arribar a Estònia el 1944-48.

## Classificació
Segons les convencions de la lingüística històrica, l'estonià es classifica com una part de la branca finnica (també coneguda com el finès bàltic) de la família lingüística uràlica (també coneguda com l'urali o ugrofinès) Altres llengües finneses inclouen el finès i diverses llengües en perill d'extinció que es parlen al voltant del mar Bàltic i al nord-oest de Rússia. L'estonià normalment es subclassifica com a llengua finnica del sud i és la segona llengua més parlada entre totes les llengües fineses.
Juntament amb el finès, l'hongarès i el maltès, l'estonià és una de les quatre úniques (de 24) llengües oficials de la Unió Europea que no són llengües indoeuropees.
Pel que fa a la morfologia lingüística, l'estonià és una llengua predominantment aglutinadora. La pèrdua de sons finals de paraula és extensa, i això ha fet que la seva morfologia flexiva sigui notablement més fusional, especialment pel que fa a la flexió del substantiu i l'adjectiu. La forma de transició d'una llengua aglutinant a una fusional és una característica comuna de l'estonià tipològicament al llarg de la història amb el desenvolupament d'un sistema morfològic ric.
L'ordre de les paraules és considerablement més flexible que en anglès, però l'ordre bàsic és subjecte-verb-objecte.

## Dialectes

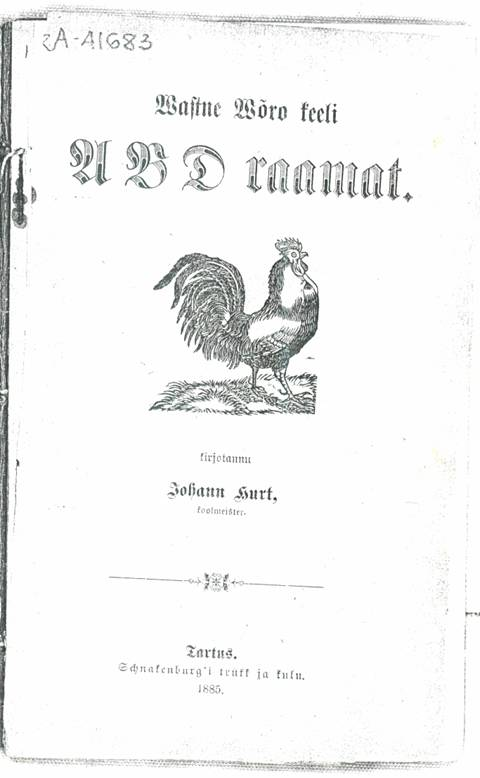
Un llibre ABC de 1885 a Võro escrit per Johann Hurt: Wastne Võro keeli ABD raamat

La llengua estoniana s'ha dividit tradicionalment en dos grups – els dialectes del nord i del sud, històricament associats a les ciutats de Tallinn al nord i Tartu al sud, a més d'un dialecte kirderanniku diferent, l'estonià costaner del nord-est. El grup nord està format pels keskmurre o dialecte central que també és la base de la llengua estàndard, el läänemurre o dialecte occidental, corresponent aproximadament al comtat de Lääne i al comtat de Pärnu, el saarte murre (dialecte de les illes) de Saaremaa, Hiiumaa, Muhu i Kihnu, i l’idamurre o dialecte oriental a la riba nord-oest del llac Peipus.

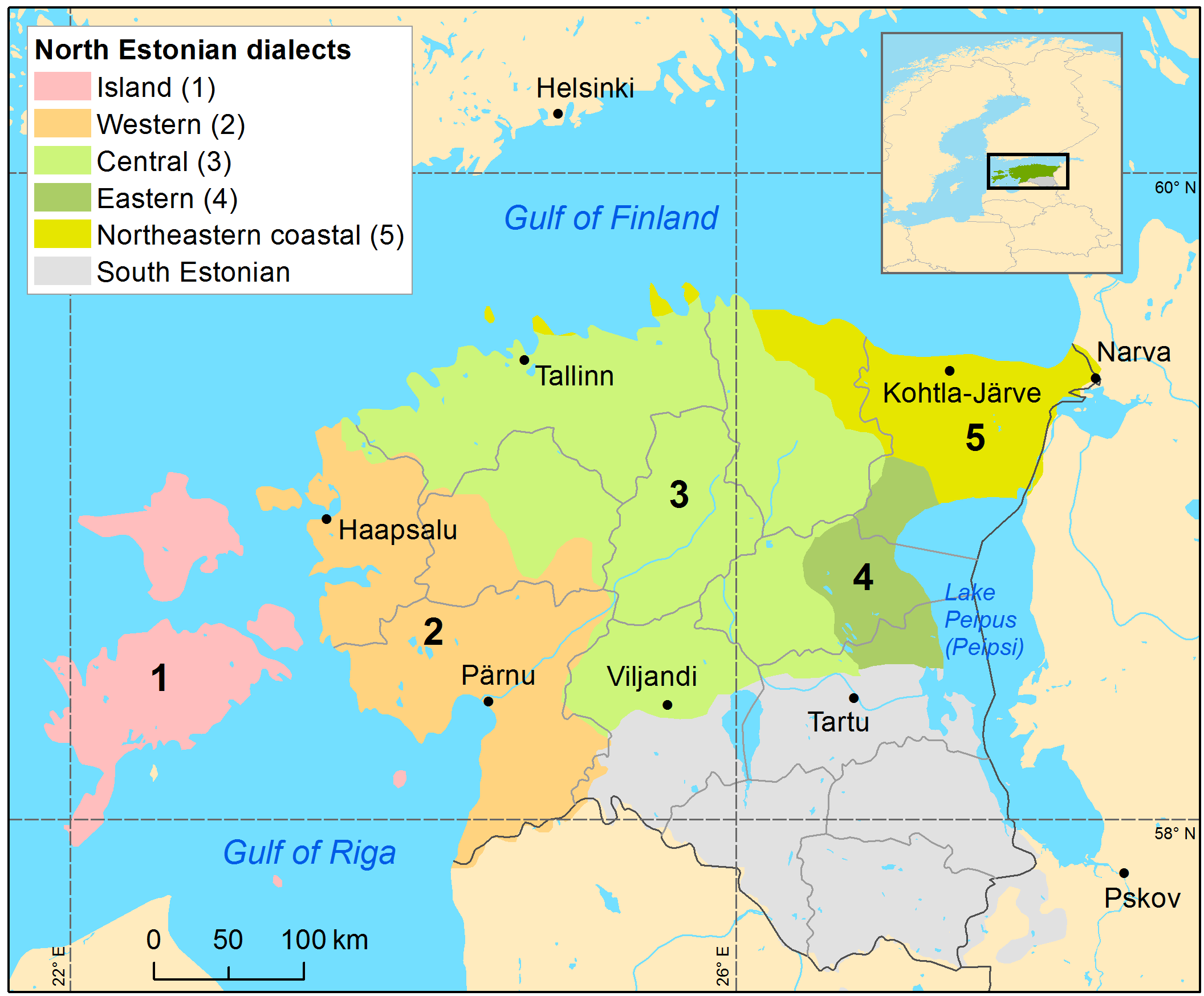
Dialectes del nord d'Estònia a principis del segle XX

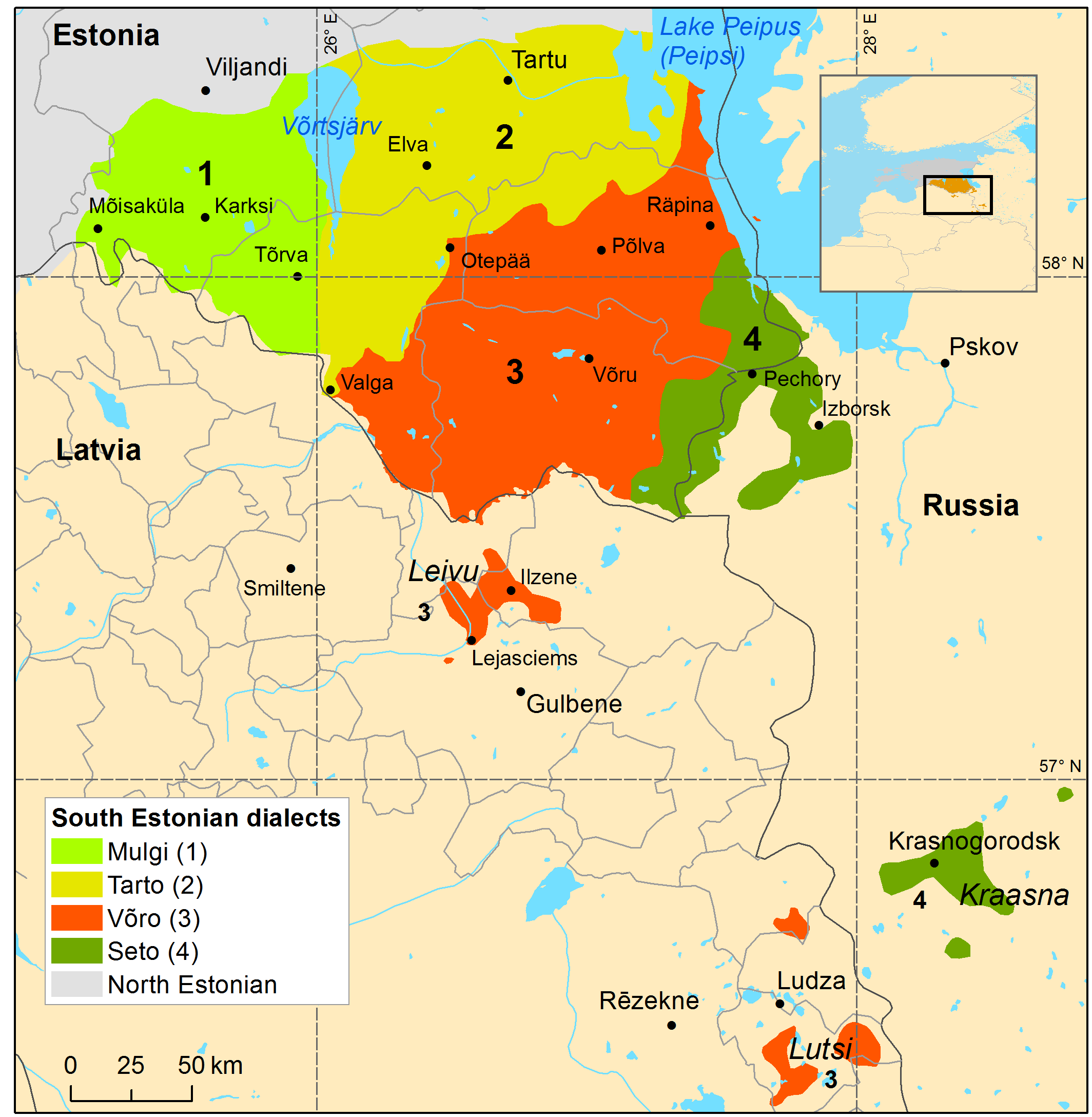
Dialectes del sud d'Estònia a principis del segle XX

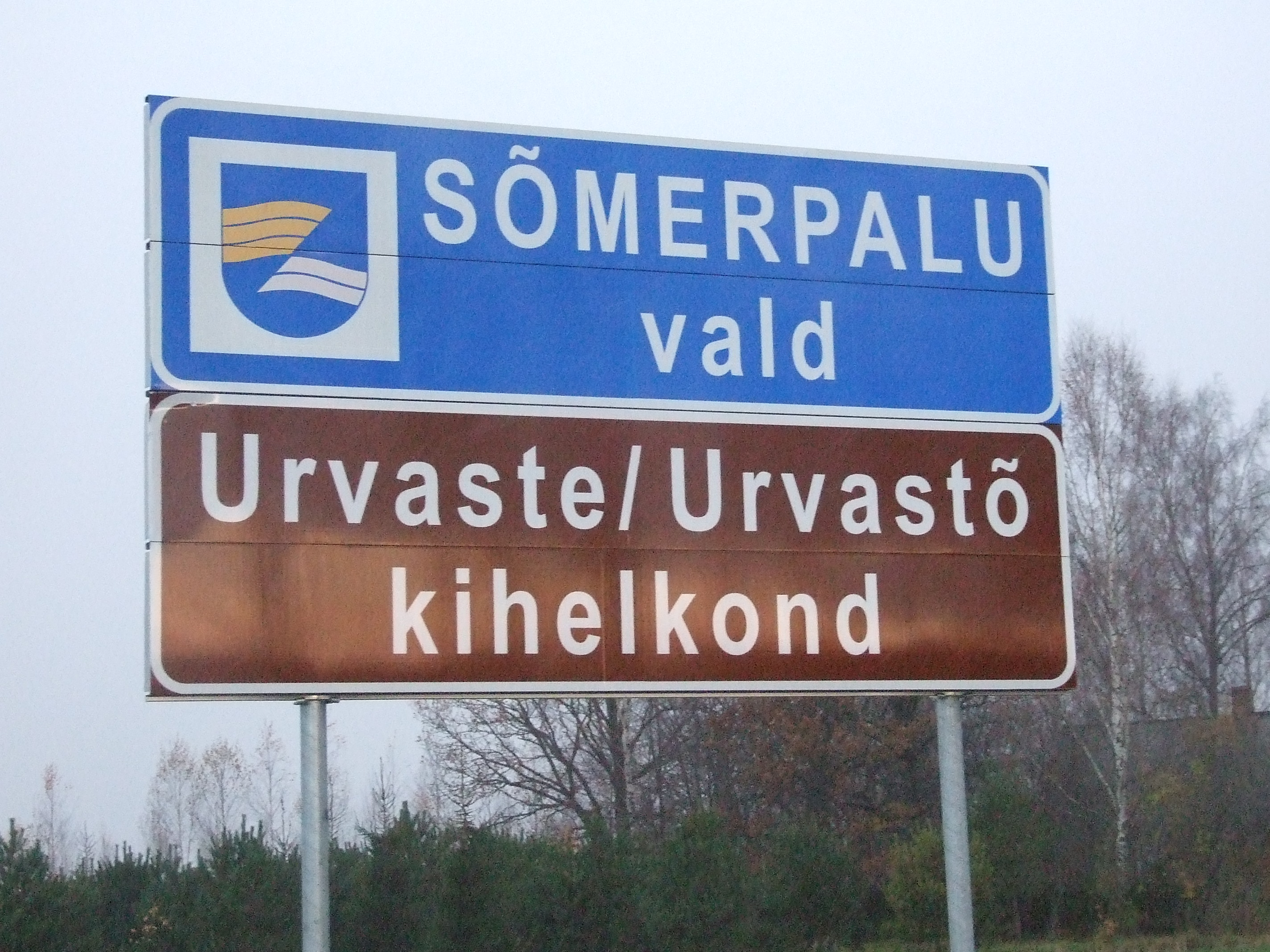
Senyal de trànsit en estonià i Võro

Una de les característiques de pronunciació del dialecte Saaremaa és la manca de la vocal 'õ'. Un monument de cinc metres erigit l'any 2020, que marca la frontera entre les vocals 'õ' i 'ö', fa referència amb humor a aquest fet.
L'estonià meridional està format per les varietats Tartu, Mulgi, Võro i Seto. De vegades es consideren variants de l'estonià del sud o idiomes completament separats. A més, Seto i Võro es distingeixen menys per la llengua i més per la seva cultura i la seva respectiva confessió cristiana.
En resum, sis dialectes, força uniformes i que no mostren gran varietat entre ells:
- El del Nord o de Tallinn, base de la llengua literària.
- El del sud o de Tartu, que manté l'harmonia vocàlica.
- El de Pärnu, proper al livonià.
- L'insular, a Saaremaa, Hiumaa, influït pel suec
- El de Setô, a Pihkwa, molt russificat.
- El de Rannameeske o Vôru, a la costa septentrional, més similar al finlandès.

Es calcula que el 95,5% dels estonians tenien com a llengua materna l'estonià.

## Característiques
Té molta influència del finès, sobretot pel que fa al vocabulari:
- Paraules comunes amb el finès, com kuu (lluna), tuli (foc), maa (terra) i suu (boca).
- Paraules similars al finès: mees-mies (home), pilv-pilvi (núvol), poeg-poika (fill), härg-harka (bou), pea-pää (cap), õun-omena (poma) i hea-hyvä (bo).
- Paraules diferents del finès, com õhk-ilma (aire), lill-kukka (flor), linn-kaupunki (vila), rahvas-kansa (poble).

S'escriu amb l'alfabet llatí i la seva ortografia és bastant senzilla. Cal destacar que la declinació dels noms i dels adjectius en estonià és molt complexa, ja que compta amb 14 casos diferents. Com a curiositat, usa el present com a forma de futur i té una conjugació especial per a les formes impersonals. L'accent recau sempre en la primera síl·laba de la paraula.
- Té un complicat sistema d'alternança quantitativa, sigui vocàlica (fins a 4) o consonàntica (fins a 3). És l'única llengua que manté una alternança de tres vocals contrastives i consonants llargues com a vara (aviat), vaara (dalt del turó) i vaara (turonet, partitiu), i a lina (lli), linna (de la ciutat) o linna (a la ciutat). Les dues NN es pronuncien com a NY.
- Pas de G, D i B sordes a SH, Z, ZH i TX davant O (com A romanès o Y rus).
- Emmudiment de la H inicial baltofínica.
- Palataltizació de les dentals davant I i J.
- Té un total d'11 vocals.
- Manté certes afinitats de vocabulari amb les altres llengües uralianes, com vask (coure), que es correspon al vas (ferro) en hongarès i basa (ferro) en nganasan.
- Té nombroses consonants curtes i llargues, com osta (compro) i osta [pron. ossta] (comprar), i taevas (cel) i taevas [pron. taēvas] (al cel).
- L'estructura de la frase és semblant a la de l'alemany, amb tendència a posar el verb auxiliar en segona posició, mentre que la resta del verb complex es posa al final de la frase, com a mehed olid ammu koju jõudnud (Els homes han anat a casa per molt temps; literalment, homes han ells llarg temps a casa anat).
- Compta amb uns 14 casos, com el finlandès.
- Ha desenvolupat prefixos verbals separables amb significació aspectual i adverbial (influència de l'eslau i de l'alemany), com a ära sööma (menjar, perfectiu), ta sōi kala ära (ell va menjar peix), ta sōi kala (ell està menjant peix) i ta hakkas kala ära sööma (ell comença a menjar peix).

## Sistema d'escriptura

### Alfabet
L'estonià utilitza l’escriptura llatina com a base del seu alfabet. El guió afegeix les lletres ä, ö, ü i õ, més les addicions posteriors š i ž. Les lletres c, q, w, x i y es limiten a noms propis d'origen estranger, i f, z, š i ž només apareixen en préstecs i noms estrangers. Ö i Ü es pronuncien de manera semblant als seus equivalents en suec i alemany. A diferència de l'alemany estàndard però com el suec (quan va seguit de 'r') i el finès, Ä es pronuncia [æ], com en anglès mat. Les vocals Ä, Ö i Ü són fonemes clarament separats i inherents a l'estonià, encara que les formes de les lletres provenen de l'alemany. La lletra õ denota /ɤ/, sense arrodonir /o/, o una vocal propera-mitja posterior sense arrodonir. És gairebé idèntic al búlgar ъ /ɤ̞/ i el vietnamita ơ, i també s'utilitza per transcriure el rus ы. A més, C, Q, W, X i Y s'utilitzen per escriure noms propis estrangers. No apareixen en paraules estonies i no formen part oficialment de l'alfabet. Incloses totes les lletres estrangeres, l'alfabet consta de les 32 lletres següents:
| Lletra | Lletra | IPA         | Nom           | Notes | Lletra | Lletra | IPA         | Nom                                    | Notes |
| ------ | ------ | ----------- | ------------- | ----- | ------ | ------ | ----------- | -------------------------------------- | ----- |
| A      | a      | [ɑ]         | aa [ɑːː]      |       | Q      | q      | —           | kuu [kuːː]                             | [ a ] |
| B      | b      | [b]         | bee [beːː]    |       | R      | r      | [r]         | err [erːː] or ärr [ærːː]               |       |
| C      | c      | —           | tsee [tseːː]  | [ a ] | S      | s      | [s]         | ess [esːː]                             |       |
| D      | d      | [d]         | dee [deːː]    |       | Š      | š      | [ʃ] or [ʃː] | šaa [ʃɑːː]                             | [ b ] |
| E      | e      | [e]         | ee [eːː]      |       | Z      | z      | [s]         | zett [setːː]                           | [ b ] |
| F      | f      | [f] or [fː] | eff [efːː]    | [ b ] | Ž      | ž      | [ʃ]         | žee [ʃeːː]                             | [ b ] |
| G      | g      | [ɡ]         | gee [ɡeːː]    |       | T      | t      | [t] or [tː] | tee [teːː]                             |       |
| H      | h      | [h]         | haa [hɑːː]    |       | U      | u      | [u]         | uu [uːː]                               |       |
| I      | i      | [i]         | ii [iːː]      |       | V      | v      | [v]         | vee [veːː]                             |       |
| J      | j      | [j]         | jott [jotʲːː] |       | W      | w      | —           | kaksisvee [kɑk.sisˈveːː]               | [ a ] |
| K      | k      | [k] or [kː] | kaa [kɑːː]    |       | Õ      | õ      | [ɤ]         | õõ [ɤːː]                               |       |
| L      | l      | [l]         | ell [elːː]    |       | Ä      | ä      | [æ]         | ää [æːː]                               |       |
| M      | m      | [m]         | emm [emːː]    |       | Ö      | ö      | [ø]         | öö [øːː]                               |       |
| N      | n      | [n]         | enn [enːː]    |       | Ü      | ü      | [y]         | üü [yːː]                               |       |
| O      | o      | [o]         | oo [oːː]      |       | X      | x      | —           | iks [iksː]                             | [ a ] |
| P      | p      | [p] or [pː] | pee [peːː]    |       | Y      | y      | —           | igrek [ˈiɡ.rek] o üpsilon [ˈyp.si.lon] | [ a ] |

### Ortografia
Encara que l’ortografia estoniana es guia generalment per principis fonèmics, amb cada grafema corresponent a un fonema, hi ha algunes desviacions històriques i morfològiques d'això: per exemple, la preservació del morfema en la declinació de la paraula (escriptura b, g, d als llocs on es pronuncia p, k, t) i en l'ús de i i j. Quan és molt poc pràctic o impossible escriure š i ž, es substitueixen per sh i zh en alguns textos escrits, tot i que això es considera incorrecte. En cas contrari, la h en sh representa una fricativa glotal sorda, com en Pasha (pas-ha); això també s'aplica a alguns noms estrangers.
L'ortografia moderna d'Estònia es basa en l'ortografia més nova creada per Eduard Ahrens a la segona meitat del segle xix, basat en l'ortografia finlandesa. L'Ortografia més antiga que va substituir es va crear el XVII per Bengt Gottfried Forselius i Johann Hornung basat en l'ortografia alemanya estàndard. L'escriptura anterior en estonià havia utilitzat, en general, una ortografia ad hoc basada en l'ortografia llatina i del baix alemany mitjà. Algunes influències de l'ortografia alemanya estàndard (per exemple, escriure 'W'/'w' en comptes de 'V'/'v') van persistir fins ben entrada la dècada del 1930.

## Fonologia

### Vocals
Hi ha 9 vocals i 36 diftongs, 28 dels quals són nadius de l'estonià. Les nou vocals poden aparèixer com a primer component d'un diftong, però només /ɑ eiou/ apareix com a segon component. Una vocal característica de l'estonià és la vocal posterior no arrodonida /ɤ/, que pot ser tanca-mitjada posterior, tancada enrere o tancada-mitjana central.
|                 | Davant     | Davant          | Enrere     | Enrere |
| sense arrodonir | arrodonida | sense arrodonir | arrodonida |        |
| --------------- | ---------- | --------------- | ---------- | ------ |
| Tancar          | i          | y               | ɤ          | u      |
| Vocal mitjana   | o          | ø               | ɤ          | o      |
| Obert           | æ          |                 | ɑ          |        |

### Consonants
|            |                | Labial | Alveolar | Alveolar | Post- alveolar | Velar / palatal | Glotal |
| pla        | palatalitzat   | Labial |          |          | Post- alveolar | Velar / palatal | Glotal |
| ---------- | -------------- | ------ | -------- | -------- | -------------- | --------------- | ------ |
| Nasal      | Nasal          | m      | n        | nʲ       |                |                 |        |
| Oclusiva   | curt           | p      | t        | tʲ       |                | k               |        |
| Oclusiva   | geminat        | pː     | tː       | tʲː      |                | kː              |        |
| Fricativa  | expressat      | v      |          |          |                |                 |        |
| Fricativa  | curt sense veu | f      | s        | sʲ       | ʃ              |                 | h      |
| Fricativa  | geminat        | fː     | sː       | sʲː      | ʃː             |                 | hː     |
| Aproximant | Aproximant     |        | l        | lʲ       |                | j               |        |
| Trill      | Trill          |        | r        |          |                |                 |        |

Les inicials de la paraula b, d, g només apareixen en préstecs i alguns préstecs antics s'escriuen amb p, t, k en comptes de b, d, g etimològics: pank 'banc'. Mitjançant la paraula i al final de la paraula, b, d, g representen plosives curtes /p, t, k/ (es poden pronunciar com a consonants parcialment sonores), p, t, k representen plosives mig llargues /pː, tː, kː/ i pp, tt, kk representen plosives massa llargues /pːː, kːː/, tːː/; per exemple: kabi /kɑpi/ 'peülla' — kapi /kɑpːi/ 'armari [ gen sg ] — kappi /kɑpːːi/ 'armari [ ptv sg ]'.
Abans i després de b, p, d, t, g, k, s, h, f, š, z, ž, els sons [p], [t], [k] s'escriuen com p, t, k, amb algunes excepcions degudes a la morfologia o l'etimologia.
La representació de les consonants palatalitzades és inconsistent i no sempre s'indiquen.
ŋ és un al·lòfon de /n/ abans de /k/.
Mentre que els dialectes perifèrics de l'Estònia es caracteritzen per diversos graus d’harmonia vocal, els dialectes centrals han perdut gairebé completament la característica. Com que la llengua estàndard es basa en dialectes centrals, tampoc no té harmonia vocàlica. En la llengua estàndard, les vocals davanteres apareixen exclusivament a la primera síl·laba o tònica, encara que l'harmonia vocàlica encara és evident en els textos més antics.

## Gramàtica
Tipològicament, l'estonià representa una forma de transició d'una llengua aglutinadora a una llengua fusional. L'ordre canònic de les paraules és SVO (subjecte-verb-objecte), encara que sovint es debat entre els lingüistes.
En estonià, els substantius i els pronoms no tenen gènere gramatical, però els substantius i els adjectius declinen en catorze casos: nominatiu, genitiu, partitiu, il·latiu, inesiu, elatiu, al·latiu, adhesiu, ablatiu, traductiu, terminatiu, essiu, i el nombre comitatiu i abesiu. adjectiu sempre d'acord amb el del substantiu (excepte en la terminació, l'essiva, l'abessiva i la comitativa, on només hi ha concordança pel nombre, l'adjectiu es troba en la forma genitiu). Així, l'illatiu de kollane maja (una casa groga) és kollasesse maja (a una casa groga), però el terminatiu és kollase majani (fins a una casa groga). Pel que fa a la llengua protofinnica, s'ha produït l'elisió; per tant, el marcador de cas real pot estar absent, però la tija es canvia, cf. maja – maja i el dialecte d'Ostrobotnia del finlandès maja – majahan.
El sistema verbal no té un temps futur diferent (el present serveix aquí) i presenta formes especials per expressar una acció realitzada per un subjecte indeterminat (l'impersonal).

## Vocabulari
Encara que l'estonià i les llengües germàniques tenen orígens molt diferents i el vocabulari es considera força diferent del de la família indoeuropea, es poden identificar moltes paraules semblants en estonià i anglès, per exemple. Això es deu principalment al fet que l'estonià ha manllevat gairebé un terç del seu vocabulari de les llengües germàniques, principalment del baix saxó (baix alemany mitjà) durant el període de domini alemany, i de l'alt alemany (incloent l'alemany estàndard). El percentatge de préstecs de baix saxó i alt alemany es pot estimar entre el 22 i el 25 %, i el baix saxó representa al voltant del 15 %. Abans de l'onada de nous préstecs de l'anglès als segles XX i XXI, històricament, el suec i el rus també eren fonts d'endeutament, però en molt menor mesura. En els préstecs, sovint 'b' i 'p' són intercanviables, per exemple, 'baggage' es converteix en 'pagas', 'lob' (llençar) es converteix en 'loopima'. La lletra inicial 's' abans d'una altra consonant s'elimina sovint, per exemple, 'skool’es converteix en 'kool', 'stool’es converteix en 'eina'.

### Enriquiment lèxicex nihilo
Planificadors lingüístics estonians com Ado Grenzstein (un periodista actiu a Estònia des de la dècada de 1870 fins a la dècada de 1890) van intentar utilitzar la formació ex nihilo (Urschöpfung); és a dir, van crear noves paraules del no-res.
El reformador més conegut de l'estonià, Johannes Aavik (1880–1973), va utilitzar creacions ex nihilo (cf. 'construccions lliures', Tauli 1977), juntament amb altres fonts d'enriquiment lèxic com derivacions, composicions i préstecs (sovint del finès; cf. Saareste i Raun 1965): Al diccionari d'Aavik (1921) hi ha aproximadament 4000 paraules. Al voltant de 40 de les 200 paraules creades per Johannes Aavik suposadament ex nihilo són d'ús comú avui dia. Alguns exemples són * ese objecte, * kolp "crani", * liibuma aferrar-se, * naasma "tornar, tornar", * nõme "estúpid, avorrit".
Moltes de les monedes que s'han considerat (sovint pel mateix Aavik) com a paraules elaborades ex nihilo podrien haver estat influenciades per elements lèxics estrangers; per exemple, paraules del rus, alemany, francès, finès, anglès i suec. Aavik tenia una àmplia educació clàssica i coneixia el grec antic, el llatí i el francès. Penseu en roim crim versus crim en anglès o taunima condemnar, desaprovar versus tuomita finès condemnar, jutjar (aquests avikismes apareixen al diccionari d'Aavik de 1921). Aquestes paraules es podrien considerar millor com una manifestació peculiar de l'adaptació morfofonèmica d'un element lèxic estranger.

## Història

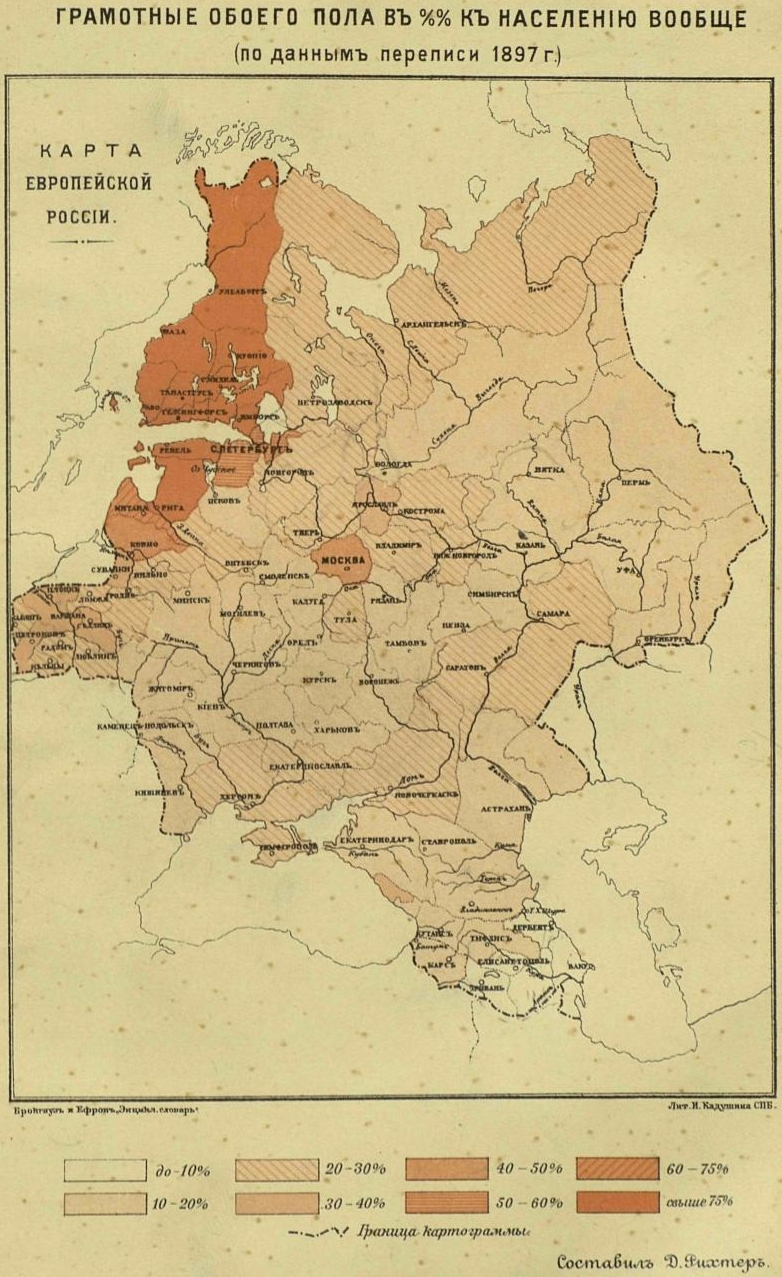
Segons el cens de 1897, el 96,1% de la població nativa de parla estonia (de 10 anys o més, aproximadament per igual per a homes i dones) era alfabetitzada.

Distribució geogràfica de l'estonià a l'Imperi Rus segons el cens de 1897

Alguns lingüistes creuen que els parlants dels dos principals grups dialectals històrics de la llengua, l'estonià del nord i l'estonià del sud, van arribat al que avui es Estònia en almenys dues onades de migratories diferents fa més de dos mil·lennis, ja que tots dos grups parlaven llengües vernacles considerablement diferents. L'estonià estàndard modern va evolucionar en els segles XVIII i XIX sobre la base dels dialectes del nord d'Estònia.
Durant els períodes medieval i modern, l'estonià va agafar molts préstecs de llengües germàniques, principalment del mitjà baix alemany (saxó mitjà) i, després de la reforma protestant del segle XVI, de l'alemany estàndard.
Els registres escrits més antics de les llengües baltofineses d'Estònia daten del segle xiii. Al Originates Livoniae a la Crònica d'Enric de Livònia conté topònims estonians, paraules i fragments de frases.

### Literatura estoniana

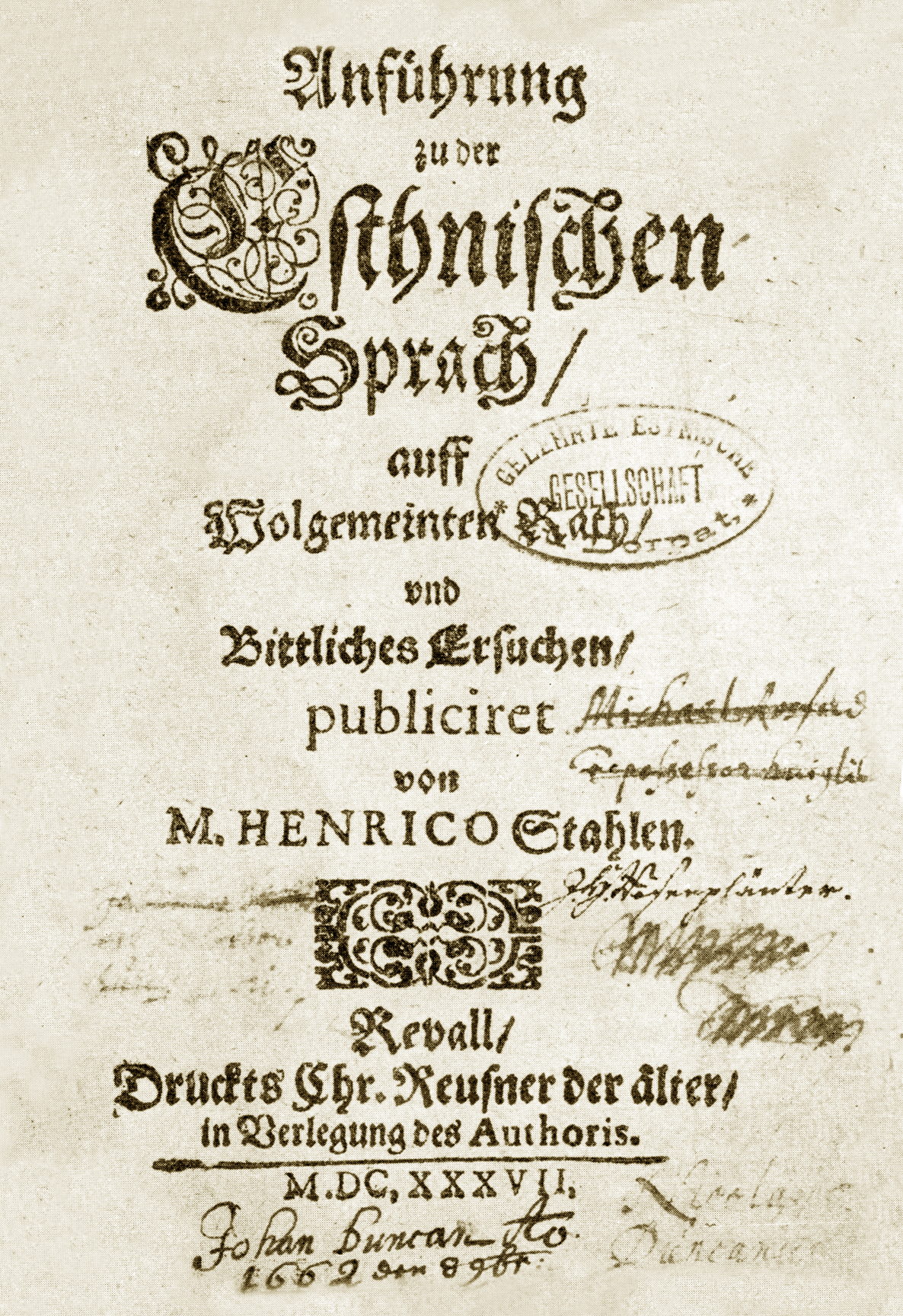
Gramàtica estoniana de Henrich Stahl, publicat a Tallinn l'any 1637

Les primeres mostres existents d'estonià connectat (nord) són les anomenades oracions de Kullamaa que daten de 1524 i 1528. La primera gramàtica va ser obra d'un pastor luterà, per fer la Bíblia accessible als habitants d'Estònia, però que mai va arribar al lector i va ser destruït immediatament després de la seva publicació. Les influències de l'alemany en la sintaxi són evidents.
El primer llibre estonià existent és una traducció bilingüe alemany-estonià del catecisme luterà de S. Wanradt i J. Koell que data de 1535, durant el període de la reforma protestant. L'any 1637, va ser imprès un llibre de gramàtica estoniana en alemany per a ser utilitzat per sacerdots protestants. El Nou Testament va ser traduït en estònia meridional el 1686 (i estonià del nord, el 1715). Les dues llengües es van unir basant-se en l'estonià septentrional per Anton thor Helle.
La primera gramàtica d'estonià septentrional va ésser escrita per Heinrich Stahl (1600-1657) i la primera gramàtica meridional per Johann Gutsleff el 1648. Ambdues llengües literàries van ésser desenvolupades primer per pastors luterans d'origen alemany amb el propòsit de fer les Escriptures accessibles a qualsevol a la seva llengua nadiua. El 1766 apareix el primer diari estonià que es publica setmanalment. El retrocés del dialecte meridional Tartu comença al segle xix, després que Anton Thor Helle (1683-1748) va publicar la seva gramàtica en estonià septentrional i especialment de què fos traduïda la Bíblia a aquest dialecte sota la supervisió de Helle el 1739. La declinació de l'estonià meridional es va completar a la segona meitat del segle xix.

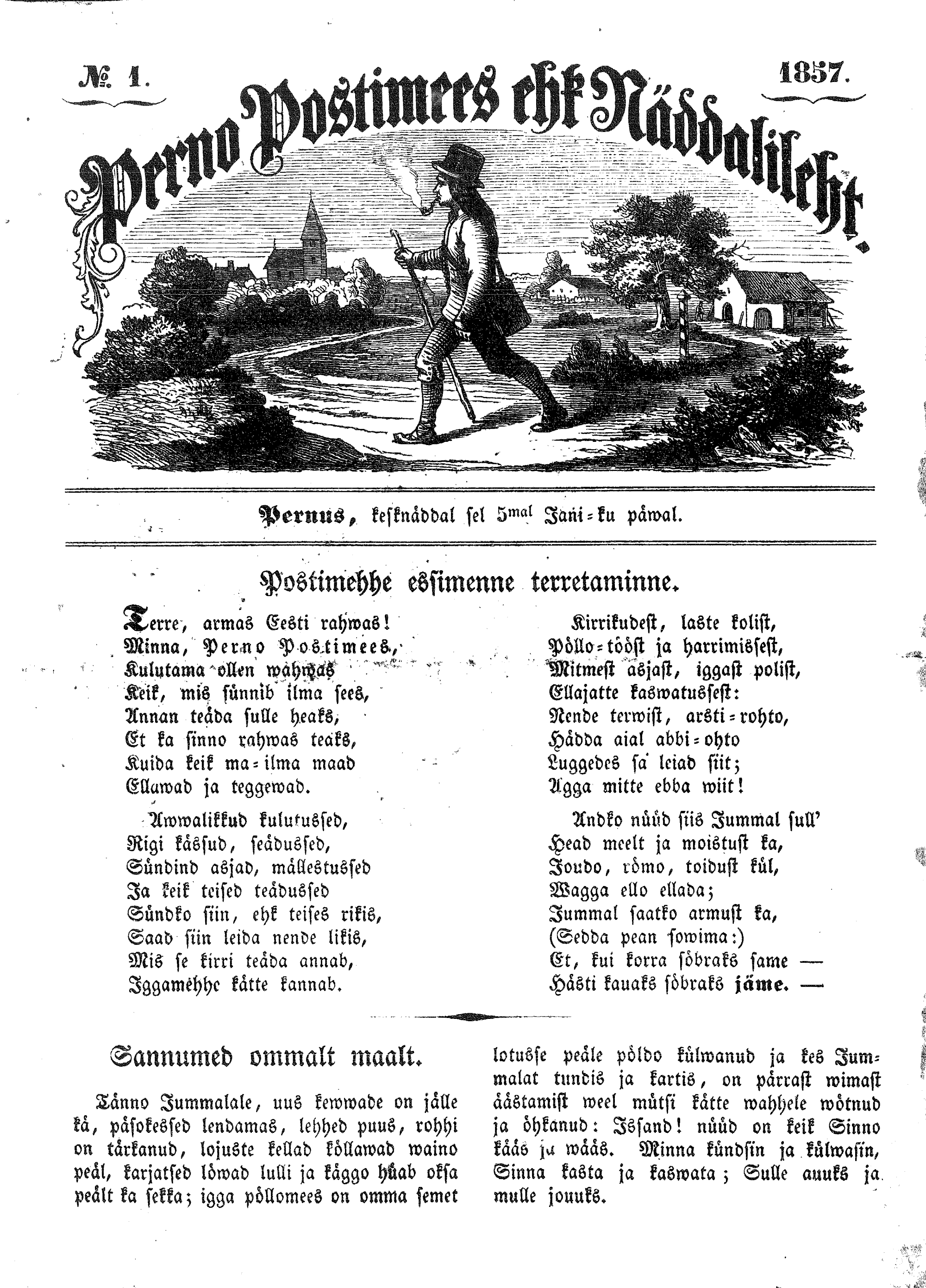
El 1857, el primer setmanari estonià Perno Postimees donava la benvinguda als lectors amb les paraules Terre, armas Eesti rahwas! (Hola, estimat poble estonià!)

El naixement de la literatura nativa estoniana va ser durant el període de 1810-1820, quan es van publicar els poemes patriòtics i filosòfics de Kristjan Jaak Peterson. Peterson, que va ser el primer estudiant a reconèixer el seu origen estonià a la llavors Universitat de Dorpat en llengua alemanya, és generalment considerat com un herald de la literatura nacional estoniana i considerat el fundador de la poesia estoniana moderna. El seu aniversari, el 14 de març, se celebra a Estònia com el Dia de la Llengua Materna. Un fragment del poema de Peterson Kuu expressa la reivindicació de restablir el dret de naixement de la llengua estoniana:
Kas siis selle maa keel
Laulutuules ei või
Taevani tõustes üles
Igavikku omale otsida?
En català:
Pot la llengua d'aquesta terra
Al vent de l'encanteri
Aixeca't al cel
No buscar l'eternitat?
Kristjan Jaak Peterson
Des del 1840, el metge i escriptor Friedrich Reinhold Kreutzwald va fer significatives contribucions al crear una terminologia mèdica, química i geogràfica que va emprar als seus llibres de text i va popularitzar en escriptures sobre la salut i el coneixement en general. Amb el ressorgiment del nacionalisme, l'estonià va passar d'ésser una llengua rural a una altra d'unificada i universal. D'ençà aquell moment s'han publicat diccionaris i s'han creat institucions per a la regulació de la llengua.
En el període de 1525 a 1917, es van publicar 14.503 títols en estonià; en comparació, entre 1918 i 1940, es van publicar 23.868 títols. En temps moderns, autors com A. H. Tammsaare, Jaan Kross, i Andrus Kivirähk són els escriptors més coneguts i traduïts d'Estònia.

### Llengua oficial
Els escrits en estonià es van fer significatius només al segle XIX amb la difusió de les idees de l'Il·lustració, durant un període conegut a Estònia com l'Era d'Il·lustració estòfila (1750-1840). Encara que els alemanys bàltics en general consideraven que el futur dels estonians acabaria sent el d'una fusió cultural amb ells, la classe educada dels estonians admirava l'antiga cultura dels estonians i la seva era de llibertat abans de les conquestes dels danesos i alemanys al segle XIII.
Quan es va establir la República d'Estònia el 1918, l'estonià es va convertir en la llengua oficial del nou país independent. Immediatament després de la Segona Guerra Mundial, l'any 1945, més del 97% de la població d'Estònia es va autoidentificar com a estonians nadius i parlava la llengua habitualment.
Quan Estònia va ser envaïda i reocupada per l'exèrcit soviètic el 1944, l'estatus de la llengua estoniana va canviar i va passar a ser a una de les dues llengües oficials de la novament creada República Socialista Soviètica d'Estònia (sent-ne el rus l'altra). Molts immigrants de Rússia van inmigrar a Estònia sota l'encoratjament del govern soviètic. En la dècada de 1970, la pressió del bilingüisme per als estonians es va intensificar. Tot i que l'ensenyament de l'estonià als no estonians a les escoles locals era formalment obligatori, a la pràctica, l'ensenyament i l'aprenentatge de la llengua estoniana per part dels parlants de rus sovint era considerat innecessari per les autoritats soviètiques. El 1991, amb la restauració de la independència d'Estònia, l'estonià va tornar a ser l'única llengua oficial a Estònia. Desde 2004, any en què Estònia es va unir a la Unió Europea, la llengua estoniana és també una de les (ara 24) llengües oficials de la UE.
El retorn dels immigrants soviètics als seus països d'origen a la fi del segle XX ha fet que la proporció de parlants nadius d'Estònia hagi tornat ara per sobre del 70%. Gran part dels immigrants de primera i segona generació a Estònia han adoptat ara la llengua estoniana (més del 50% segons el cens de 2022).